# Iglesia de Santa Marina (Udalla)
La iglesia de Santa Marina, en Udalla, dentro del término municipal de Ampuero (Cantabria, España) fue declarada Bien de Interés Cultural en el año 1984. Se encuentra a la entrada del pueblo de Udalla, según se va por la carretera desde la capital municipal hasta el Santuario de la Bien Aparecida.

## Datación
Se trata de un edificio de época gótica, el más antiguo del municipio de Ampuero. Se atribuye, legendariamente, a los Templarios, ya que no hay constancia documental de ello y solamente se sabe de su presencia cántabra en el castillo de Allendelagua de Castro Urdiales. Fue construyéndose en diversas fases:
- Siglo XIII XIV: los dos ábsides y el primer tramo de las naves;
- Siglo XV: los tres últimos tramos de las naves;
- Siglo XVII: la torre sobre la puerta de acceso.

Actualmente, es la iglesia parroquial de Udalla, y la atienden los Trinitarios del Santuario de la Bien Aparecida.

## Descripción
Se trata de una iglesia cuya mayor originalidad radica en su estructura. En efecto, se trata de una iglesia con dos naves y dos ábsides semicirculares, lo cual no tiene mucha relación con otras construcciones cántabras o de otros lugares de España. Se ha señalado como posible referencia la iglesia mozárabe de San Millán de la Cogolla o algunas iglesias del sur de Francia. Al exterior, su apariencia recuerda todavía al románico.
Todas las fachadas tienen varios contrafuertes. Tanto en la fachada occidental como en la meridional hay pórticos barrocos sobre las puertas de entrada originales. En las columnas de estas puertas de ingreso se observa cierta distorsión, provocada por la impericia constructiva. La principal es la del muro oeste, con arco apuntado y dos arquivoltas sobre cimacios lisos. La del sur es más simple, con una sola arquivolta.
En origen, los ábsides eran más bajos que las naves, pero actualmente son de la misma altura, lo cual se ve al exterior en la diferencia entre los canecillos y el tejado. Destaca, por su originalidad, el óculo del ábside del evangelio. Las naves son prácticamente idénticas en tamaño. La techumbre es de bóveda de crucería, apoyándose los arcos en pilares cilíndricos rodeados de columnas adosadas. Se ha observado también en el interior cierta falta de pericia constructiva, apreciándose por ejemplo distorsiones en los nervios de las bóvedas de los ábsides o en los contrafuertes que separan los ábsides.
La escultura monumental es bastante tosca, con temas geométricos, animales y cabezas humanas. En cuanto a la escultura exenta, hay una escultura gótica en piedra de Santa Marina, patrona de la iglesia, datada en el siglo XV. Hay además dos tallas en relieve de la época barroca y un Cristo de madera de Jesús Otero.